# Щедрик королівський
Ще́дрик королівський (Serinus pusillus) — вид горобцеподібних птахів родини в'юркових (Fringillidae). Є спорідненим з сирійським і сивошиїм щедриком та з аларіо.

## Опис
Загальна довжина 10,5-13 см завдовжки при вазі 9,5–13,5 г. Статевий диморфізм присутній, але не дуже виражений: груди та спина самців більш яскравіші. Голова невеличка, кругленька з коротким, конічним дзьобом. Тулуб стрункий з загостреними крилами і злегка роздвоєним хвостом.
Голова, груди і спина чорні, з яскраво-червоною передньою частиною, на лобі червона пляма, підхвіст білий, черево і боки білі з центральною частиною поодиноких пір'я чорно-коричневого забарвлення. Пір'я крил — чорні з широкими мідно-коричневими і сіро-білими краями. Дзьоб чорний, очі темно-карі, а ноги тілесно-чорні. У молодих — голова буро-коричневого кольору.

## Спосіб життя
Віддає перевагу високогір'ям, порослим невисокими деревами (насамперед ялівцями) або кущами, а також посушливим землям, де переважають кедри Cedrus deodara, ялини Picea morinda та берези Betula utilis. Взимку віддає перевагу відкритим пагорбам і кам'янистій місцевості з чагарниками і травою. Зустрічається на висоті від 750 до 4575 м над рівнем моря.
Денний птах. Поза сезоном розмноження невеликі зграї кочують у пошуку заростей. Голос схожий на голос коноплянки — швидкий і пронизливий. Живиться насінням рослин з родів очеретянка, Saussurea, Taraxacum і Cousinia, колосків трав'янистих рослин і квіткових головок хрестоцвітих, таких як Crambe cordifolia і Sisymbrium sophia, сезонними ягодами, зокрема Prunus eburnia та Berberis. Окрім цього, в раціон також входять бруньки, листочки, зрідка — комахи.
Гніздо являє собою невелику компактну чашечку із зовнішніми стінками з моху та павутини з внутрішньою оббивкою з волосся та вовни. Його зазвичай розташовують досить низько в кущах шипшини або на бічній гілці ялівцю, біля важкодоступної скелі. Відкладається 3-4 (інколи 5) блідих синювато-білих яєць з червонувато-коричневими і рожевими плямами. Може розмножуватися в неволі. Через 2 тижня вилуплюються пташенята. За молодятами доглядають обидва батьки. Пташенята здатні літати на 3 тиждень життя.

## Розповсюдження
Гніздовий ареал включає Кавказ, Туреччину, крайній північний схід Іраку, Іран, захід Туркменістану і Узбекистану, північно-східний Афганістан, західний Пакистан, Ладакх, Гілгіт, Кашмір, північний захід Непалу, крайній південний захід Тибету. Іноді цей птах залітає на східні острови Егейського моря.